# جاك كرامر (لاعب كرة قاعدة)
جاك كرامر (بالإنجليزية: Jack Kramer) هو لاعب كرة قاعدة أمريكي، ولد في 5 يناير 1918 في نيو أورلينز في الولايات المتحدة، وتوفي في 18 مايو 1995 في ميتايري في الولايات المتحدة.

## وصلات خارجية
- جاك كرامر على موقع دوري كرة القاعدة الرئيسي (الإنجليزية)
- جاك كرامر على موقعبيزبول رفرنس.كوم (الدوري الرئيسي) (الإنجليزية)
- جاك كرامر على موقعبيزبول رفرنس.كوم (الدوري الثانوي) (الإنجليزية)